# Carlo Colonna
Carlo Colonna (ur. 17 listopada 1665 w Rzymie, zm. 8 lipca 1739 tamże) – włoski kardynał.

## Życiorys
Pochodził ze znanego rodu Colonna, był synem Lorenzo Onofrio I Colonny i Marii Mancini. W młodości został protonotariuszem apostolskim. Od marca 1696 był referendarzem Najwyższego Trybunału Sygnatury Apostolskiej i prefektem Pałacu Apostolskiego. 17 maja 1706 został kreowany kardynałem i wkrótce potem otrzymał diakonię Santa Maria della Scala. W 1715 otrzymał diakonię Sant'Angelo in Pescheria, a w 1730 Sant'Agata alla Suburra. Był jednym z pierwszych mecenasów Georga Friedricha Händla.